# تریسا
تریسا (به آلمانی: Treysa) یک منطقهٔ مسکونی در آلمان است که در شوالم‌اشتات واقع شده‌است. تریسا ۸٬۵۰۰ نفر جمعیت دارد.